# Lossy-Formangueires
Lossy-Formangueires är en tidigare kommun i distriktet Sarine i kantonen kantonen Fribourg, Schweiz. Den bestod av byarna Lossy och Formangueires.
1 januari 2004 slogs Lossy-Formangueires samman med La Corbaz och Cormagens till den nya kommunen La Sonnaz.